# Przed odlotem
Przed odlotem – polski film psychologiczny z 1980 roku.
Lokacje: Gdańsk, Sopot, Świerk (część Otwocka), Wrocław. 

## Obsada aktorska
- Mariusz Benoit - Wiktor Siennicki
- Grażyna Szapołowska - inżynier Ewa Wojtowicz, pracownica ośrodka atomowego w Świerku, żona Wiktora
- Jerzy Kryszak - Marek Paduk, współpracownik Wiktora
- Igor Przegrodzki - dyrektor szpitala
- Henryk Boukołowski - Madej, dziennikarz "Polityki"
- Józef Fryźlewicz - docent Warecki, szef instytutu
- Ewa Decówna - lekarka Maria
- Mieczysław Milecki - profesor Łaciak
- Marek Siudym - lekarz
- Ewa Ziętek - Marta Paduk, żona Marka
- Marcin Troński - Bereś